# Alice Hirson
Alice Hirson (Nueva York, 10 de marzo de 1929-14 de febrero de 2025) fue una actriz estadounidense, conocida por sus papeles en televisión. Comenzó su carrera en el teatro, antes de pasar las telenovelas. Es más conocida por sus papeles como Mavis Anderson en la telenovela de la CBS Dallas, y como Lois Morgan, la madre del personaje protagonista en la sitcom de la ABC, Ellen.

## Vida y carrera
Hirson nació como Alice Thorsell en la ciudad de Nueva York. En 1954, conoció al actor Stephen Elliott. A pesar de que Hirson y Elliott era viejos amigos, no comenzaron una relación hasta la década de los 80. Ella comenzó su carrera en los teatros de off-Broadway, antes de conseguir papeles en las obras de los 60 Traveller Without Luggage y The Investigation.

### Televisión
Hirson empezó su carrera en televisión apareciendo en la antología de clásicos Hallmark Sala de la Fama y Starlight Teatre. De 1969 a 1970, fue miembro de reparto regular  en la telenovela de la CBS The Edge of Night, interpretando el papel de Stephanie Martin. Interpretó el papel de Marcia Davis en Another World y en su spin-off Somerset de 1970 a 1972. De 1972 a 1976, Hirson protagonizó como Eileen Riley Siegel en One Life to Live, de la ABC. También tuvo un papel recurrente en Hospital General en 1982.
Después de dejar la televisión diurna, Hirson comenzó a interpretar papeles secundario en prime time. En 1977, apareció en las películas para televisión The Death of Richie, Alexander: The Other Side of Dawn, y Having Babies II, y al siguiente año coprotagonizó junto a Cicely Tyson en A Woman Called Moses. Hirson también apareció como invitada en Maude, The Waltons, Family, Barnaby Jones, Flamingo Road, Barney Miller, Quincy M.E., St. Elsewhere, Hotel, y Full House. De 1982 a 1988, Hirson interpretó el papel recurrente de Mavis Anderson, amiga y confidente de Miss Ellie Ewing (Barbara Bel Geddes) en la telenovela de prime time de la CBS, Dallas.
En 1992, Hirson era miembro regular del elenco de la sitcom de corta duración de la NBC Home Fires protagonizada por Kate Burton. De 1994 a 1998, interpretó el papel de Lois Morgan, madre del personaje de Ellen DeGeneres en la comedia de la ABC, Ellen. De 1996 a 2006, apareció en ocho episodios de la serie de drama familiar de The WB, 7th Heaven interpretando a Jenny Jackson, madre de Annie Camden (Catherine Hicks), cuya enfermedad y muerte ocurrió al comienzo de la serie en 1996. También tuvo papeles recurrentes en Murphy Brown y The Secret Life of the American Teenager, y apareció como invitada en Law & Order, ER, NYPD Blue, Judging Amy, Just Shoot Me! y Cold Case.[cita requerida]

### Cine
Durante su carrera, Hirson apareció en numerosas películas. Hizo su debut en el cine en 1971 con la comedia de crimen The Gang That Couldn't Shoot Straight. En 1979, apareció en la película de terror Nightwing e interpretó a la primera dama de los Estados Unidos de América en la comedia-drama Being There. También apareció en Private Benjamin, Revenge of the Nerds, Mass Appeal, Cita a ciegas, The Big Picture, The Glass House y The Lost.[cita requerida]